# Rituals (Kosmetikgeschäft)
Rituals, als Firmenschriftzug Rituals… geschrieben, ist ein niederländisches Kosmetikunternehmen mit mehr als 600 Geschäften in 27 Ländern.

## Unternehmensentwicklung und Sortiment

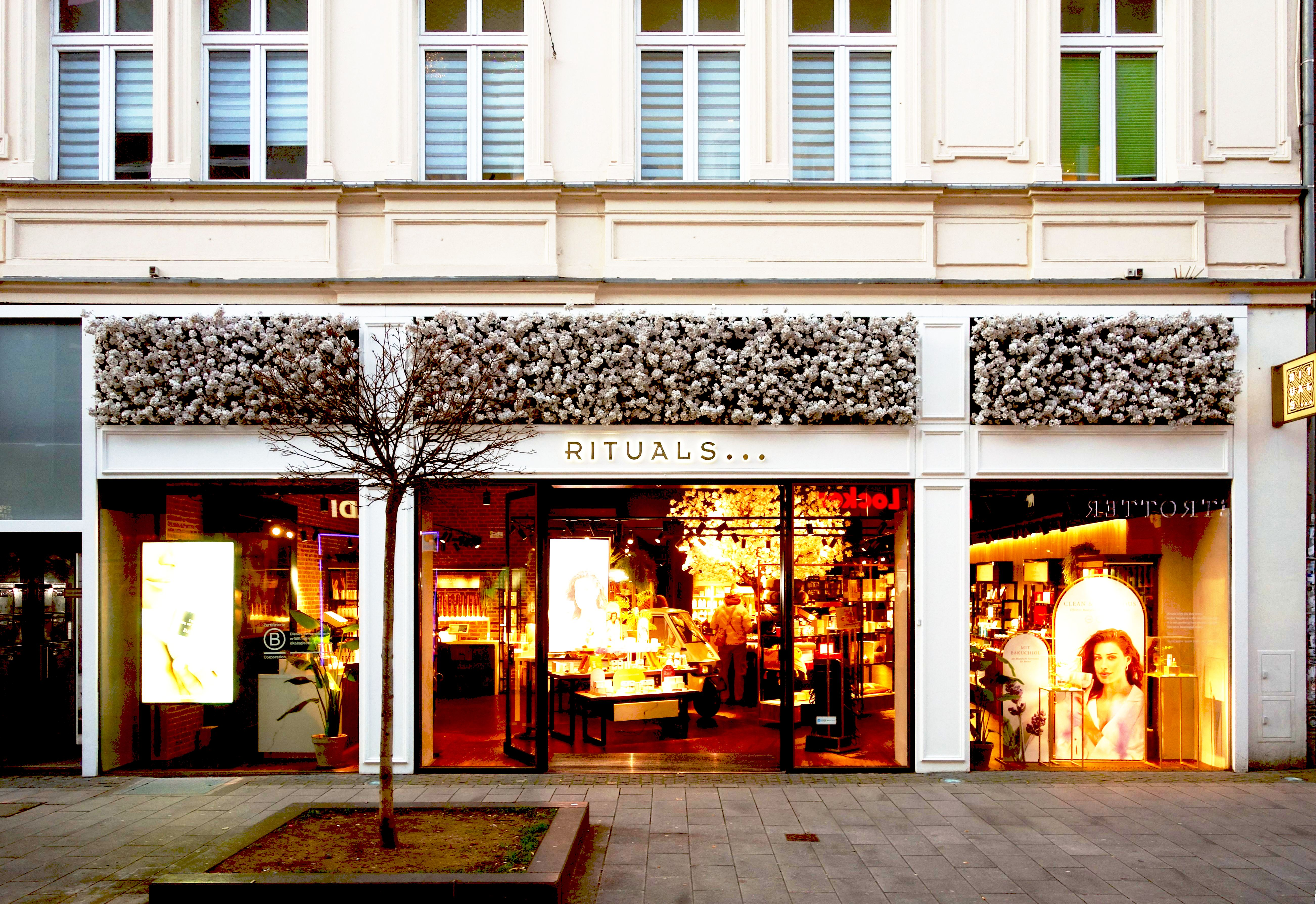
Eine der Düsseldorfer Filialen (2024)

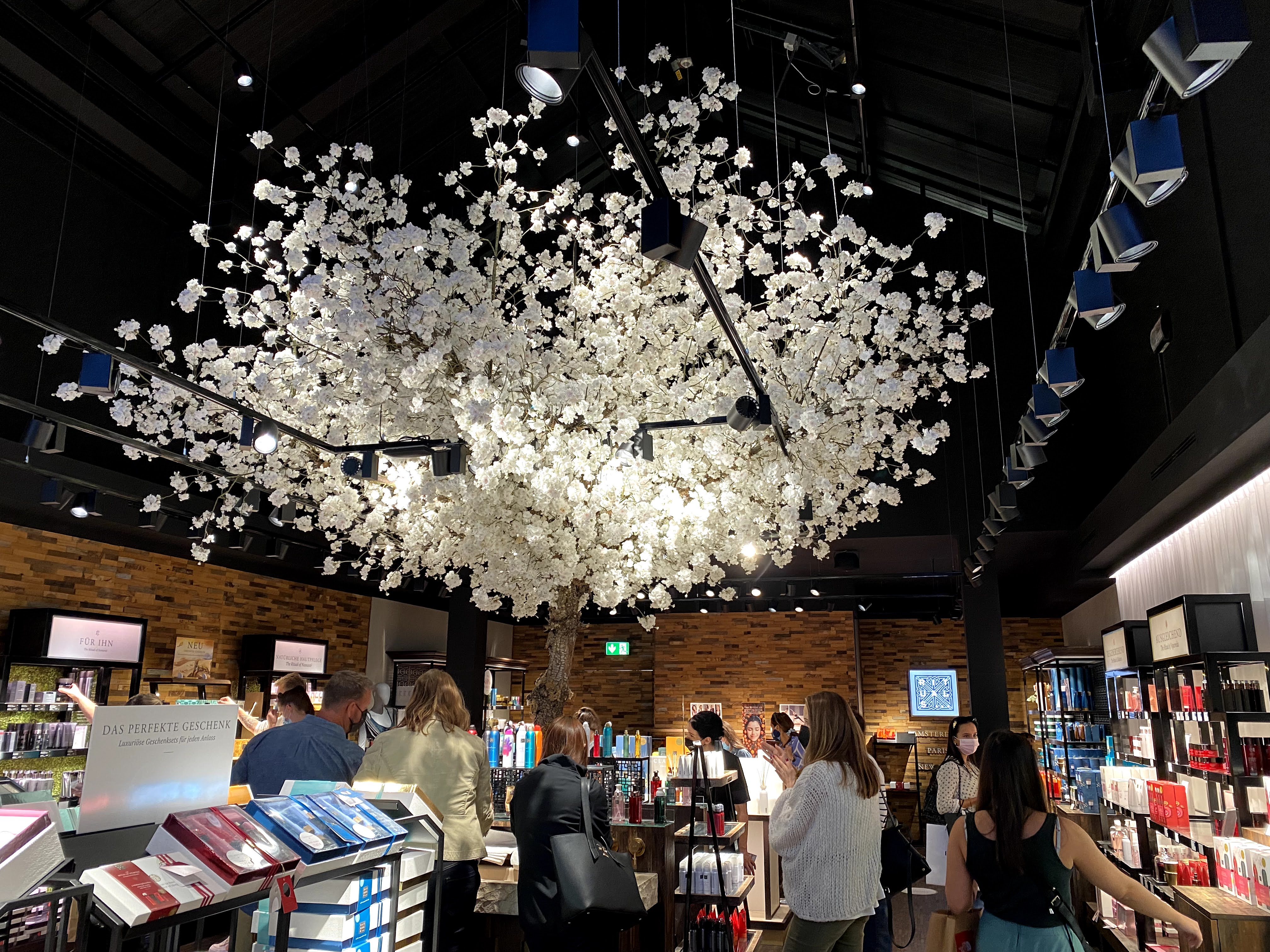
Rituals-Filiale in Ingolstadt (2021)

Das Unternehmen wurde im Jahr 2000 von Raymond Cloosterman, einem ehemaligen Unilever-Mitarbeiter, gegründet. Im Jahr 2021 erzielte Rituals einen Umsatz von etwa 1 Milliarde Euro.
Das Sortiment von über 400 Produkten besteht hauptsächlich aus Hygieneartikeln wie Seifen, Körperpeelings und Cremes, wobei orientalische und asiatische Düfte den Ausgangspunkt bilden. Rituals vertreibt unter anderem auch Tee, Kleidung, Parfüms, Schmuck und Kerzen. Das Unternehmen wirbt mit einer Wellness-Philosophie, genannt „The Art of Soulful Living“ und bietet an einigen ausgewählten Standorten (Amsterdam, Antwerpen, Paris, Frankfurt, Barcelona, Berlin ab 2024) in seinen Läden eine Ruheoase für mentale Entspannung an.

## Nachhaltigkeit
Mit dem Hinweis auf Nachhaltigkeit verkauft das Unternehmen Nachfüllpackungen für seine Produkte und ist B Corp-zertifiziert. Rituals wirbt damit, dass für jede verkaufte Nachfüllpackung ein Baum gepflanzt oder geschützt wird.
Die Tees werden laut Rituals in Bio-Qualität verkauft, und sowohl Papier als auch Karton der Verpackungen sind FSC/PEFC-zertifiziert. 96 Prozent des in den Produkten verwendeten Palmöls sind nach Angaben des Unternehmens RSPO-zertifiziert.
Bis 2030 beabsichtigt Rituals, seine Treibhausgas-Emissionen um 50 Prozent im Vergleich zum Jahr 2021 zu reduzieren.